# Imilmaiss
Imilmaiss (franska: Imilmaiss (CR), Imilmaiss (Commune Rurale), arabiska: الكدية البيضاء) är en kommun i Marocko.   Den ligger i provinsen Taroudannt och regionen Souss-Massa, i den centrala delen av landet, 400 km sydväst om huvudstaden Rabat. Antalet invånare är 7 398.